# Monastero di Stella Maris
Il monastero carmelitano di Stella Maris è un convento cattolico situato sul Monte Carmelo ad Haifa, in Israele.
Secondo la tradizione sarebbe fondato su una grotta che fu dimora del profeta Elia.

## Storia

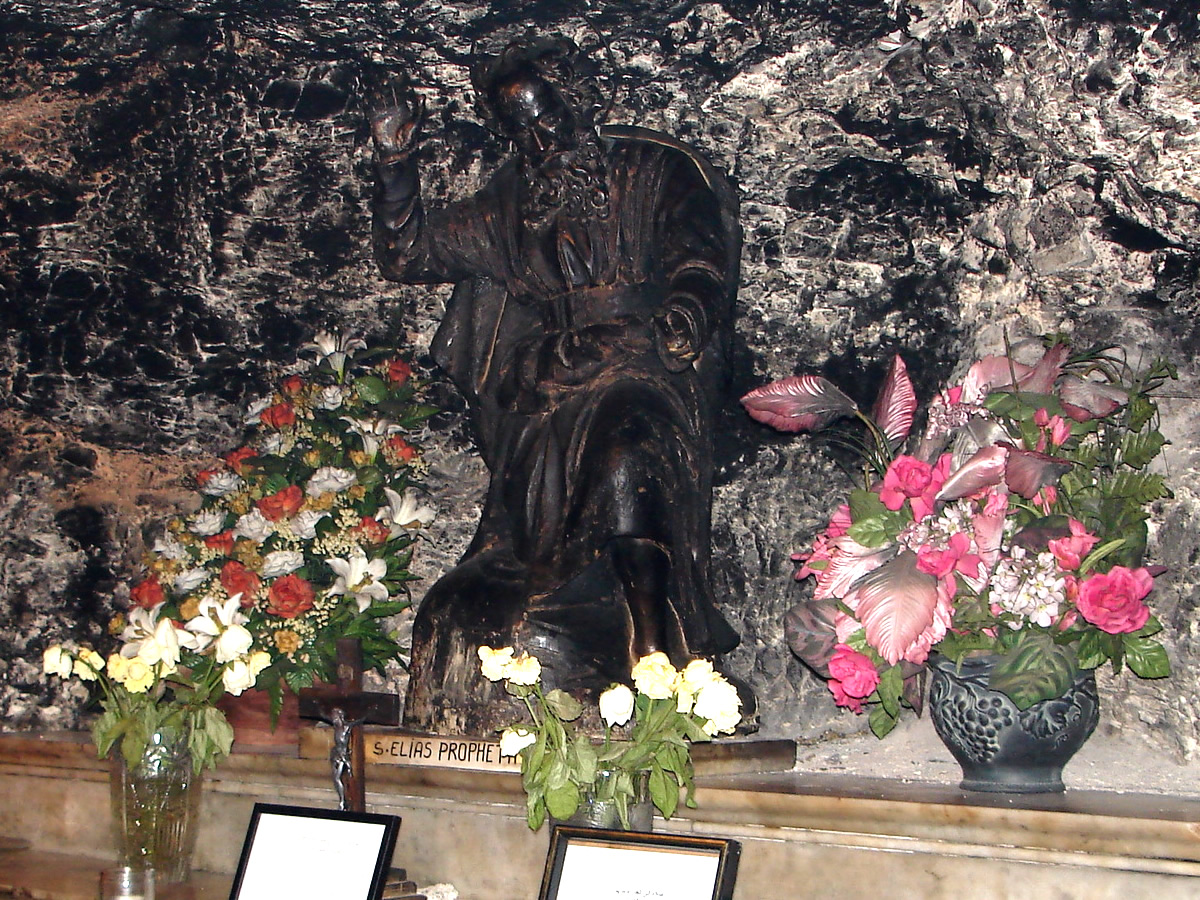
Statua di Elia nella grotta del monastero sul monte Carmelo.
Secondo la tradizione fu la dimora del profeta Elia.

Il monastero sorge sul monte Carmelo, sulle alture della città di Haifa, nell'alta Galilea. 
Venerato sin dall'antichità e già citato in documenti egizi del XIV secolo a.C. come una delle conquiste del faraone Thutmose III, è nominato anche nella Bibbia come cima da cui il profeta Elia sfidò i profeti di Baal.
La prima fondazione del monastero omonimo risale all'epoca bizantina, quando esso divenne luogo di culto dell'Arcangelo Michele, già incluso nella liturgia Cristiano Ortodossa e venerato dai Longobardi in seguito alla loro conversione al Cattolicesimo avvenuta intorno al VII secolo.
Nel XII secolo la struttura venne fortificata dai crociati per ospitare l'Ordine Carmelitano, qui fondato da un gruppo di eremiti guidati da San Broccardo e la cui regola fu approvata agli inizi del XIII secolo Nel 1230 il superiore dei carmelitani, san Simone Stock, testimoniò di aver avuto una visione della Madonna che dette origine alla devozione dello Scapolare del Carmelo.
Nel 1631, secoli dopo la sconfitta crociata del 1291, i Carmelitani fecero ritorno nel luogo in cui era nato l'ordine e costruirono un nuovo monastero nelle vicinanze ma nel 1768 si trasferirono nell'attuale collocazione. Tuttavia, a seguito della fallita campagna napoleonica del 1799, il monastero, che ospitava anche alcuni soldati francesi rifugiati, fu teatro di violenti scontri in cui venne distrutto e i suoi occupanti uccisi.

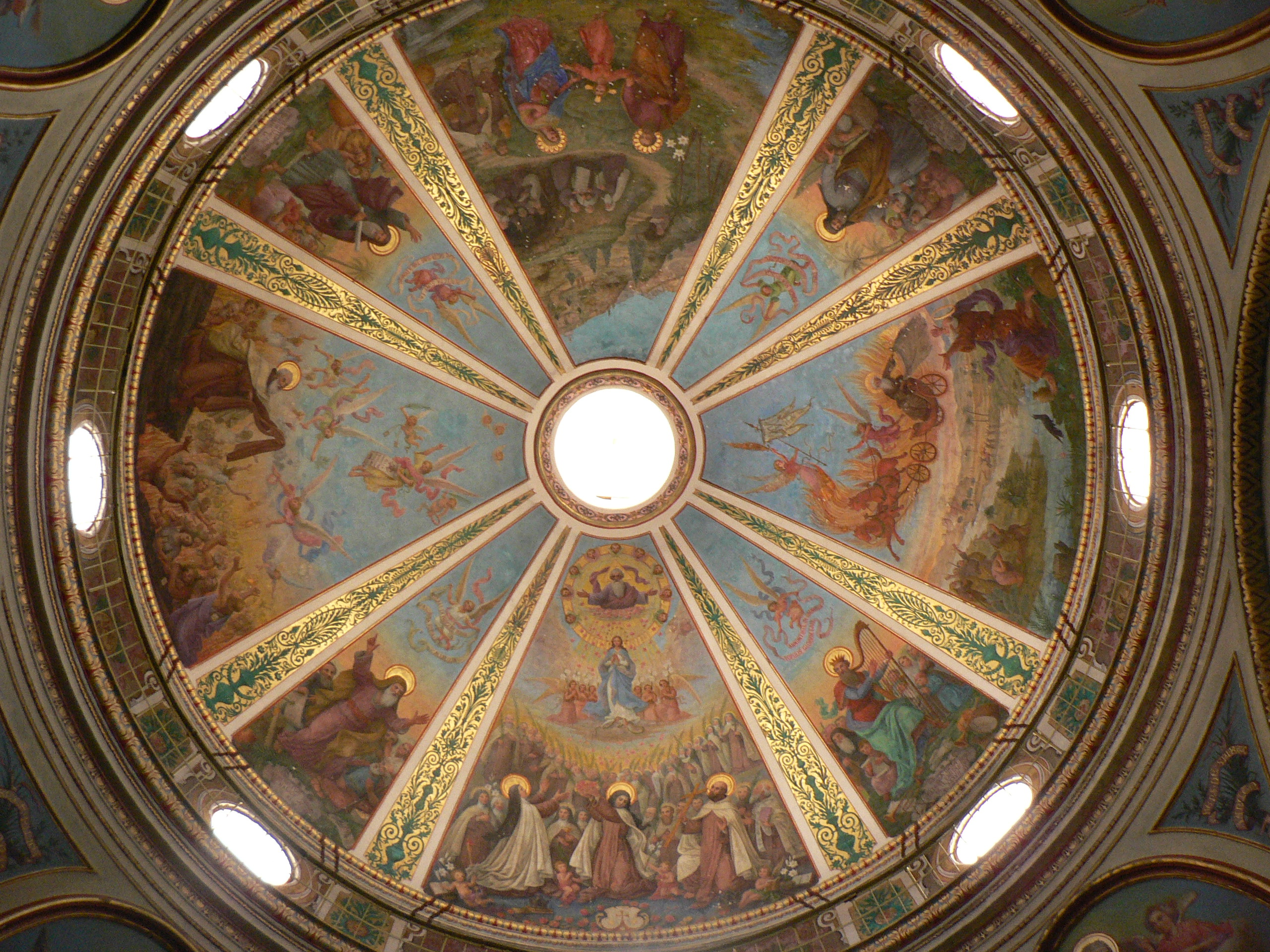
Cupola del monastero

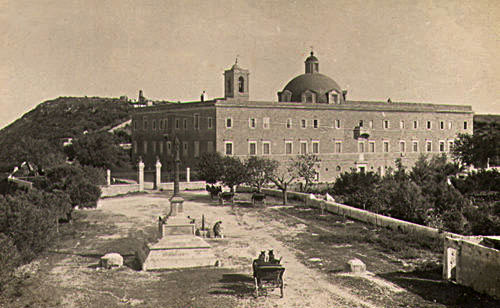
Il monastero sul Monte Carmelo nel XIX secolo

L'edificio dell'attuale monastero fu ricostruito fra il 1823 e il 1828 da monaci italiani ed è caratterizzato da una vistosa cupola.

### Approfondimenti
1. ↑  Recenti scavi hanno rivelato che la grotta fu sede di una sepoltura.

### Fonti
1. ↑   1Re 18,17-40, su laparola.net.
2. ↑  L. Saggi, 1975, DIP, vol. II, col. 460.
3. ↑  http://www.labeauteducarmel.net/pages/monastere_en.php
4. ↑  G. Schartz e E. Abegg, 1929, pp. 959-970.